# Ponte San Lorenzo (Padua)
Die Ponte San Lorenzo ist eine römische Segmentbogenbrücke in Padua (Italien). Die in der Altstadt liegende Brücke befindet sich seit Jahrhunderten in einem bemerkenswerten, von umliegenden Gebäuden verbauten Zustand. Architekturgeschichtlich ist die Ponte San Lorenzo als eine der ersten Segmentbogenbrücken der Welt und aufgrund der in der Antike unübertroffen schlanken Pfeiler von herausragender Bedeutung. Das Bauwerk wurde zwischen 47 und 30 v. Chr. errichtet.

## Lage
Die Ponte San Lorenzo war im römischen Padua eine von vier Brücken, die über den Medoacus, den heutigen Bacchiglione, führten. Die dreibögige Brücke liegt in der Via San Francesco, wo sie auf beiden Seiten weitgehend von Gebäuden eingerahmt ist, die im Lauf der Jahrhunderte näher an den Flussarm herangerückt sind. Einzig der östlichen Bogen, wie er das eingezwängte Flussbett überspannte, war noch zum Großteil bis in die Mitte des 20. Jahrhunderts sichtbar, als auch der Restkanal, die heutige Straße Riviera del Ponti Romani, zugeschüttet wurde. Die intakten Arkaden der Brücke sind unter dem modernen Straßenpflaster erhalten geblieben und können zu festen Öffnungszeiten besichtigt werden. Erdarbeiten 1773 und 1938, bei denen Teile der Brücke zeitweilig freigelegt wurden, wurden für genauere archäologische Untersuchungen genutzt.
Interessanterweise befinden sich in Padua noch zwei weitere Römerbrücken in einem verbauten Zustand: die auch in der Via San Francesco gelegene Ponte Corbo und die völlig unzugängliche Ponte Altinate. Beide Bauwerke ruhen ebenfalls auf Segmentbögen, wie auch die oberirdische Ponte Molino. Die fünfte antike Stadtbrücke ist die nahe der Kirche gleichen Namens gelegene Ponte S. Matteo.

## Konstruktion
Die Ponte San Lorenzo ist 53,30 m lang und 8,35 m breit. Anhand einer Brückeninschrift lässt sich ihre Erbauung auf den Zeitraum zwischen 47 und 30 v. Chr. eingrenzen. Durch ihre für den antiken Brückenbau außergewöhnlich flachen Segmentbögen und sehr schlanken Pfeiler ist sie von besonderem technikgeschichtlichen Interesse. Ihre drei Bögen besitzen Spannweiten von 12,8 m, 14,4 m und 12,5 m, was dem 3,7fachen der Stichhöhe entspricht oder anders ausgedrückt ein Kreissegment von 113° beschreibt. Damit weist die Ponte San Lorenzo ein deutlich flacheres Profil als die normalerweise von römischen Brückenbauern bevorzugten Halbkreisbogenbrücken (180°) auf.
Pfeilerbreiten römischer Brücken variierten – soweit untersucht – zwischen der Hälfte und einem Fünftel der Spannweite; schmale Pfeiler verringern die Unterspülungsgefahr, indem sie dem Fluss weniger Widerstand bieten. Die Brückenpfeiler der Ponte San Lorenzo sind 1,72 m breit, was lediglich einem Achtel der Spannweite des mittleren Bogens entspricht. Derart geringe Pfeilerstärken wurden erst im Hochmittelalter wieder erreicht.